# استاپلو
استاپلو (به انگلیسی: Staploe) یک روستا و محله مدنی در بریتانیا است که در Bedford واقع شده‌است. استاپلو ۳۳۱ نفر جمعیت دارد.